# عودة الديناصورات
عودة الديناصورات مسلسل رسوم متحركة أمريكي يتكون من 13 حلقة عرض لأول مره في 18 سبتمبر 1993 واستمر عرضه حتى 28 يناير 1994 . تمت دبلجة المسلسل للغة العربية .

## روابط خارجية
- عودة الديناصورات على موقع IMDb (الإنجليزية)
- عودة الديناصورات على موقع روتن توميتوز (الإنجليزية)
- عودة الديناصورات على موقع روتن توميتوز (الإنجليزية)
- عودة الديناصورات على موقع أول موفي (الإنجليزية)
- عودة الديناصورات على موقع فيلمافينيتي (الإسبانية)
- عودة الديناصورات على موقع كينوبويسك (الروسية)
- عودة الديناصورات على موقع ألو سيني (الفرنسية)
- عودة الديناصورات على موقع قاعدة بيانات الفيلم (الإنجليزية)
- Cadillacs and Dinosaurs on تي في.كوم
- Cadillacs and Dinosaurs at Don Markstein's Toonopedia.
- Cadillacs and Dinosaurs at Flying Omelette.com
- Cadillacs and Dinosaurs on أول موفي
- Cadillacs and Dinosaurs on نيويورك تايمز
- Cadillacs and Dinosaurs
- Cadillacs and Dinosaurs نسخة محفوظة 22 أكتوبر 2014 على موقع واي باك مشين.
- Cadillacs and Dinosaurs نسخة محفوظة 23 أكتوبر 2014 على موقع واي باك مشين. at 123 car games.com
- Cadillacs and Dinosaurs نسخة محفوظة 2 نوفمبر 2014 على موقع واي باك مشين.